# Rybany
Rybany es un municipio del distrito de Bánovce nad Bebravou en la región de Trenčín, Eslovaquia, con una población estimada a final del año 2024 de 1489 habitantes.
Se encuentra ubicado en el centro-sur de la región, cerca del río Bebrava (cuenca hidrográfica del río Danubio) y de la frontera con la región de Nitra.

## Demografía
| Año        | 1994 | 2004    | 2014    | 2024    |
| ---------- | ---- | ------- | ------- | ------- |
| Población  | 1495 | 1487    | 1446    | 1489    |
| Diferencia |      | −0,53 % | −2,75 % | +2,97 % |

| Año        | 2023 | 2024    |
| ---------- | ---- | ------- |
| Población  | 1517 | 1489    |
| Diferencia |      | −1,84 % |